# Federico Bonola
Federico Bonola, conocido también como Federico Bonola Bey (Milán, 1839 – El Cairo, 16 de diciembre de 1912), fue un abogado y explorador italiano. 

## Biografía
Estudió derecho en la Universidad de Pavía y se hizo abogado. Luchó en las guerras del Risorgimento como garibaldino por la unificación de Italia. Tras la unificación del país, luchó en las campañas contra el bandolerismo en el sur de la península italiana. Por todo ello recibió la Cruz de la Corona de Italia. 
Escribió varios libros sobre patriotismo italiano, como Y patrioti italiano (4 volúmenes, 1866-1870) e Y Cisalpini (1869).
En 1873 se trasladó a Egipto, donde participó como explorador en numerosas expediciones a lo largo del Nilo. Ingresó en la  Sociedad de Geografía de Egipto, promovida por el jedive Ismail Pasha, cuando ésta se fundó en mayo de 1875, y fue su vicesecretario. En 1879 pasó a ser secretario general de esta entidad geográfica.  
Publicó varios artículos periodísticos bajo el seudónimo de "Febo". Fue miembro corresponsal de las sociedades parisinas Sociedad de Geografía Comercial y Sociedad de Etnografía.
Se le encargó la creación del Museo Etnográfico de El Cairo, que inauguró en 1898 el jedive Abbas Hilmi II.